# Skóra (piosenka)
Skóra – piosenka zespołu Aya RL z 1984 roku, którą wydano na reedycji albumu Aya RL (1985) w 1991 roku.
Z czasem utwór zyskał dużą popularność i zdobył wysokie miejsca polskich list przebojów, choć przyniósł błędny wizerunek zespołu, który nie miał na celu nagrywania popularnych, młodzieżowych hitów. Na Liście Przebojów Trójki piosenka była 32 tygodnie, z czego 4 na 1. miejscu (notowania 121–124).
Remiks utworu wykonał na gitarze Zbigniew Hołdys.
Cover utworu nagrał Stachursky w 2010 roku na swojej płycie Wspaniałe polskie przeboje 2.

## Skład

### Podstawowy
- Igor Czerniawski – instrumenty klawiszowe, programowanie, śpiew
- Paweł Kukiz – śpiew, instrumenty perkusyjne
- Jarosław Lach – gitara

### Muzycy dodatkowi
- Wojciech Morawski – instrumenty perkusyjne w „Skóra (remix)”
- Iwona Sierakowska – głos w „Skóra” i „Skóra (remix)”

### Personel
- Walter Chełstowski, Igor Czerniawski – produkcja
- Włodzimierz Kowalczyk – inżynier dźwięku
- Tadeusz Czechak – asystent inżyniera
- Jerzy Płotnicki – inżynier dźwięku w „Skóra” i „Skóra (remix)”
- Zbigniew Hołdys – remix „Skóry”

## Listy przebojów
| Autor                     | Notowanie              | Pozycja |
| ------------------------- | ---------------------- | ------- |
| Polskie Radio Program III | Lista Przebojów Trójki | 1       |